# Limnodriloides barnardi
Limnodriloides barnardi är en ringmaskart som beskrevs av Cook 1974. Limnodriloides barnardi ingår i släktet Limnodriloides och familjen glattmaskar. Inga underarter finns listade i Catalogue of Life.